# Magnús góði Guðmundarson
Magnús góði Guðmundarson (o Guðmundsson, 1172 – m. 20 de septiembre de 1240) fue un caudillo medieval de Þingvellir, Islandia. Allsherjargoði del Althing (asamblea de hombres libres) islandés desde 1197 hasta 1234 y descendiente de uno de los primeros colonos vikingos en la isla, Ingólfur Arnarson. Hijo de Guðmundr gríss Ámundason, heredó el cargo de su padre. No tuvo descendencia y las fuentes contemporáneas solo ofrecen conjeturas sobre el sucesor en el cargo, posiblemente fuera Árni óreiða Magnússon, sobrino de Guðmundr gríss Ámundason y yerno del escaldo Snorri Sturluson, siendo el último allsherjargoði tras la desaparición de la Mancomunidad Islandesa en 1262. De hecho las sagas mencionan que Snorri Sturluson tuvo una participación directa en su caída, pues obtuvo una notable victoria legal durante su primer término como lögsögumaður, logrando que el Althing declarase proscrito (skógarmaðr) a Magnús góði.
Según konungsannáll, aunque Magnús góði obtuvo el apoyo de los clanes Haukdælir, Oddaverjar y Svínfellingar para ser obispo de Skálholt en 1236, no recibió la bendición apostólica al no cumplir los requisitos para el cargo; su candidatura no fue aprobada por el arzobispado noruego o el Papa por lo que no pudo optar a ello.